# Empoasca celta
Empoasca celta är en insektsart som beskrevs av Rowland Southern 1982. Empoasca celta ingår i släktet Empoasca och familjen dvärgstritar. Inga underarter finns listade i Catalogue of Life.